# Laumesfeld
Laumesfeld est une commune française située dans le département de la Moselle, en région Grand Est.

## Géographie

### Accès
Laumesfeld est desservi par la Ligne de bus TIM 107 Thionville - Waldweistroff du conseil départemental de la Moselle avec 3 allers/retours.
Laumesfeld est desservi par la ligne 113 Flastroff - Thionville du conseil départemental de la Moselle avec 2 allers/retours.

### Communes limitrophes
| Kerling-lès-Sierck | Kirschnaumen           | Halstroff     |
|                    | Laumesfeld             | Waldweistroff |
| Monneren           | Saint-François-Lacroix |               |

### Écarts et lieux-dits
- Calembourg
- Hargarten.

### Hydrographie
La commune est située dans le bassin versant du Rhin au sein du bassin Rhin-Meuse. Elle est drainée par le ruisseau de Weistroff et le ruisseau de Sillerey.
Le ruisseau de Weistroff, d'une longueur totale de 10,1 km, prend sa source dans la commune  et se jette  dans le Remel à Flastroff, après avoir traversé quatre communes.

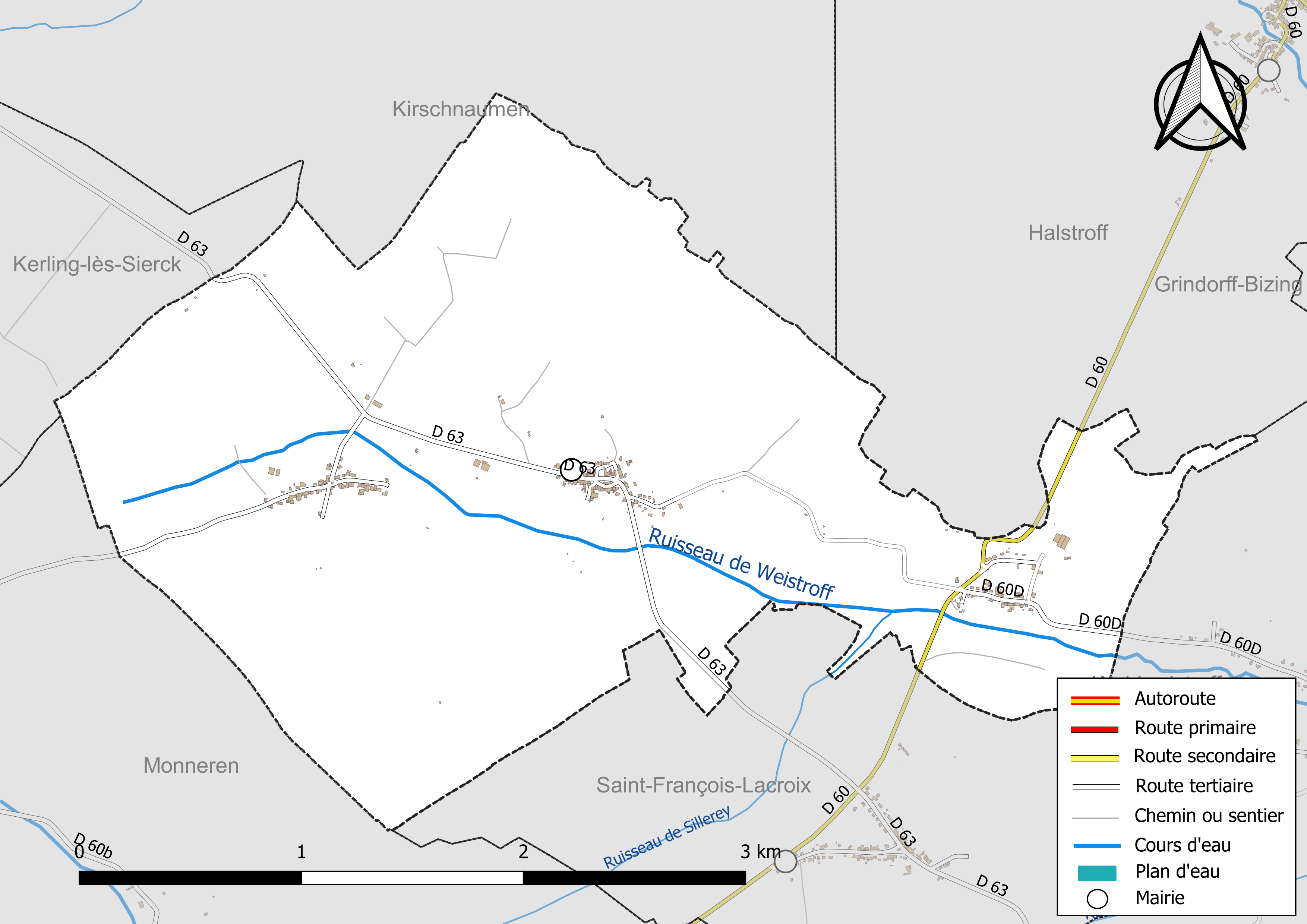
Réseaux hydrographique et routier de Laumesfeld.

La qualité des eaux des principaux cours d’eau de la commune, notamment du ruisseau de Weistroff, peut être consultée sur un site spécial géré par les agences de l’eau et l’Agence française pour la biodiversité.

### Climat
Pour des articles plus généraux, voir Climat du Grand Est et Climat de la Moselle.
En 2010, le climat de la commune est de type climat des marges montargnardes, selon une étude du Centre national de la recherche scientifique s'appuyant sur une série de données couvrant la période 1971-2000. En 2020, Météo-France publie une typologie des climats de la France métropolitaine dans laquelle la commune est exposée à un climat semi-continental et est dans la région climatique  Lorraine, plateau de Langres, Morvan, caractérisée par un hiver rude (1,5 °C), des vents modérés et des brouillards fréquents en automne et hiver. 
Pour la période 1971-2000, la température annuelle moyenne est de 9,5 °C, avec une amplitude thermique annuelle de 16,7 °C. Le cumul annuel moyen de précipitations est de 854 mm, avec 12,5 jours de précipitations en janvier et 9,3 jours en juillet. Pour la période 1991-2020, la température moyenne annuelle observée sur la station météorologique de Météo-France la plus proche, « Malancourt », sur la commune d'Amnéville à 25 km à vol d'oiseau, est de 10,2 °C et le cumul annuel moyen de précipitations est de 884,1 mm. 
La température maximale relevée sur cette station est de 39,3 °C, atteinte le 25 juillet 2019 ; la température minimale est de −17,9 °C, atteinte le 5 janvier 1985,,. 
Les paramètres climatiques de la commune ont été estimés pour le milieu du siècle (2041-2070) selon différents scénarios d'émission de gaz à effet de serre à partir des nouvelles projections climatiques de référence DRIAS-2020. Ils sont consultables sur un site spécial publié par Météo-France en novembre 2022.

## Urbanisme

### Typologie
Au 1er janvier 2024, Laumesfeld est catégorisée commune rurale à habitat dispersé, selon la nouvelle grille communale de densité à sept niveaux définie par l'Insee en 2022.
Elle est située hors unité urbaine. Par ailleurs la commune fait partie de l'aire d'attraction de Luxembourg (partie française), dont elle est une commune de la couronne,. Cette aire, qui regroupe 115 communes, est catégorisée dans les aires de 700 000 habitants ou plus (hors Paris),.

### Occupation des sols
L'occupation des sols de la commune, telle qu'elle ressort de la base de données européenne d’occupation biophysique des sols Corine Land Cover (CLC), est marquée par l'importance des territoires agricoles (97,9 % en 2018), une proportion identique à celle de 1990 (97,9 %). La répartition détaillée en 2018 est la suivante : 
terres arables (50,8 %), prairies (41,1 %), zones agricoles hétérogènes (6,1 %), forêts (2,1 %). L'évolution de l’occupation des sols de la commune et de ses infrastructures peut être observée sur les différentes représentations cartographiques du territoire : la carte de Cassini (XVIIIe siècle), la carte d'état-major (1820-1866) et les cartes ou photos aériennes de l'IGN pour la période actuelle (1950 à aujourd'hui).

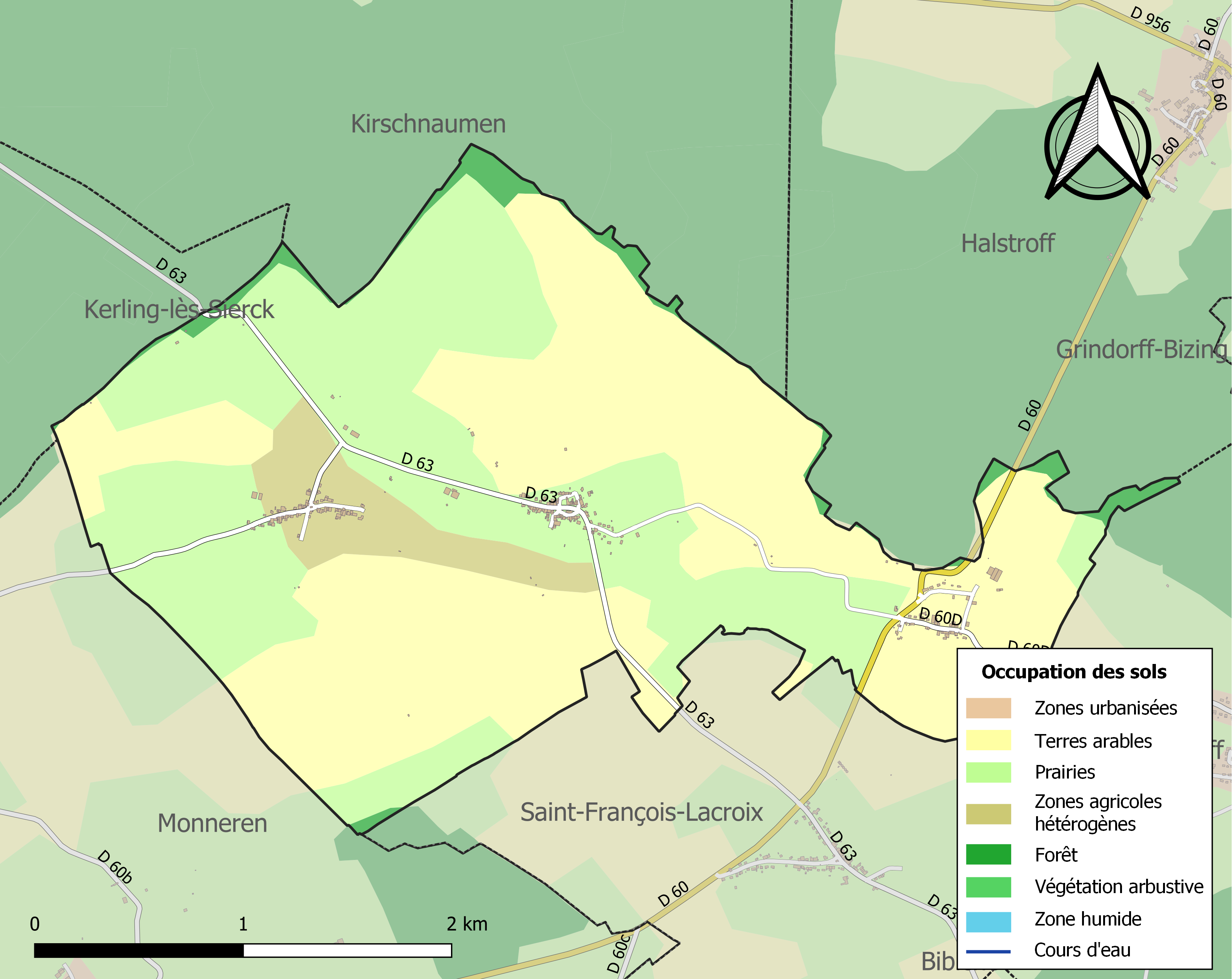
Carte des infrastructures et de l'occupation des sols de la commune en 2018 (CLC).

## Toponymie
- Laumesfeld: D'un nom de personne germanique Launomar + feld "champ"[14]: Lumesvet (vers 1040-1050), Lumersuelt (1145), Lommersveilt (1283), Limersfeldt (1575), Lumersfeld (1594), Laumersfeld (XVIIe siècle), Lumersfeld (1625), Laumerfelt (1722), Lauversfeld (1756). Laumëschfeld en francique lorrain.
- Kalembourg: Kebelemberg (1431), Callembourg aliàs Bury Lumersfeldt (1571), Kalemburg (1594), Kallenbourg (1625), Kallembour (XVIIIe siècle), Callembourg et Callambourg (1726), Kalembourg (1793 et 1801). Kalebuerg et Buersch en francique lorrain.
- Hargarten: Hadargen (1544), Hargarden (1594). Härgotten, Hergorten et Herrgotten en francique lorrain.

### Sobriquets
Sobriquets anciens désignant les habitants de la commune :
- Di Laumeschfelder Puperten (les péteurs de Laumesfeld).
- Di Kalebuurger Staïflänner (les Calembourgeois du Pays argileux).
- Di Herrgotter Eecherten (les écureuils de Hargarten).

## Histoire
- Ancien domaine de la maison d'Ardenne offert à l'abbaye de Saint-Vannes de Verdun.
- Cédée à la Lorraine en 1595, puis à la France en 1661 (traité de vincennes).
- Le village de Calembourg fut fondé en 1572 ; puis rattaché à Laumesfeld en 1812.

## Politique et administration
| Période                                  | Période   | Identité         | Étiquette | Qualité |
| ---------------------------------------- | --------- | ---------------- | --------- | ------- |
| mars 1977                                | mars 2001 | Gilbert Kontzler |           |         |
| mars 2001                                | En cours  | Gilbert Tritz    | DVD       |         |
| Les données manquantes sont à compléter. |           |                  |           |         |

## Démographie
L'évolution du nombre d'habitants est connue à travers les recensements de la population effectués dans la commune depuis 1800. Pour les communes de moins de 10 000 habitants, une enquête de recensement portant sur toute la population est réalisée tous les cinq ans, les populations de référence des années intermédiaires étant quant à elles estimées par interpolation ou extrapolation. Pour la commune, le premier recensement exhaustif entrant dans le cadre du nouveau dispositif a été réalisé en 2007.

En 2022, la commune comptait 285 habitants, en évolution de +3,26 % par rapport à 2016 (Moselle : +0,52 %, France hors Mayotte : +2,11 %).
| 1800 | 1806 | 1821 | 1836 | 1841 | 1861 | 1866 | 1871 | 1875 |
| ---- | ---- | ---- | ---- | ---- | ---- | ---- | ---- | ---- |
| 241  | 255  | 441  | 461  | 508  | 444  | 443  | 425  | 406  |

| 1880 | 1885 | 1890 | 1895 | 1900 | 1905 | 1910 | 1921 | 1926 |
| ---- | ---- | ---- | ---- | ---- | ---- | ---- | ---- | ---- |
| 391  | 375  | 360  | 380  | 347  | 328  | 311  | 321  | 317  |

| 1931 | 1936 | 1946 | 1954 | 1962 | 1968 | 1975 | 1982 | 1990 |
| ---- | ---- | ---- | ---- | ---- | ---- | ---- | ---- | ---- |
| 304  | 299  | 250  | 246  | 294  | 242  | 223  | 217  | 180  |

| 1999 | 2006 | 2007 | 2012 | 2017 | 2022 | - | - | - |
| ---- | ---- | ---- | ---- | ---- | ---- | - | - | - |
| 181  | 234  | 241  | 259  | 284  | 285  | - | - | - |

## Culture locale et patrimoine

### Lieux et monuments
- Passage d'une voie romaine.
- Vestiges gallo-romains : substructions d'un bâtiment.

#### Édifices religieux

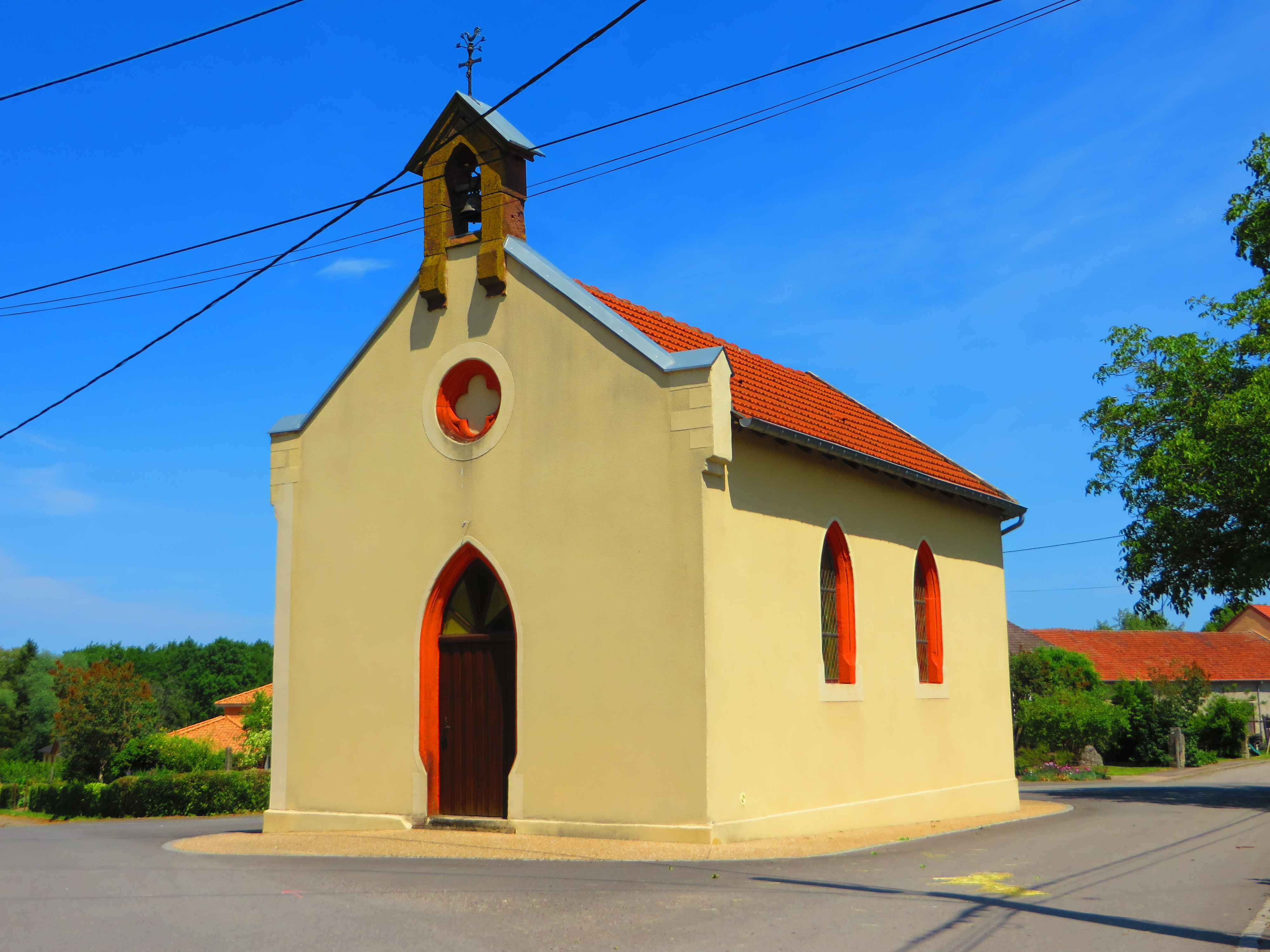
Chapelle de la Trinité à Calembourg.

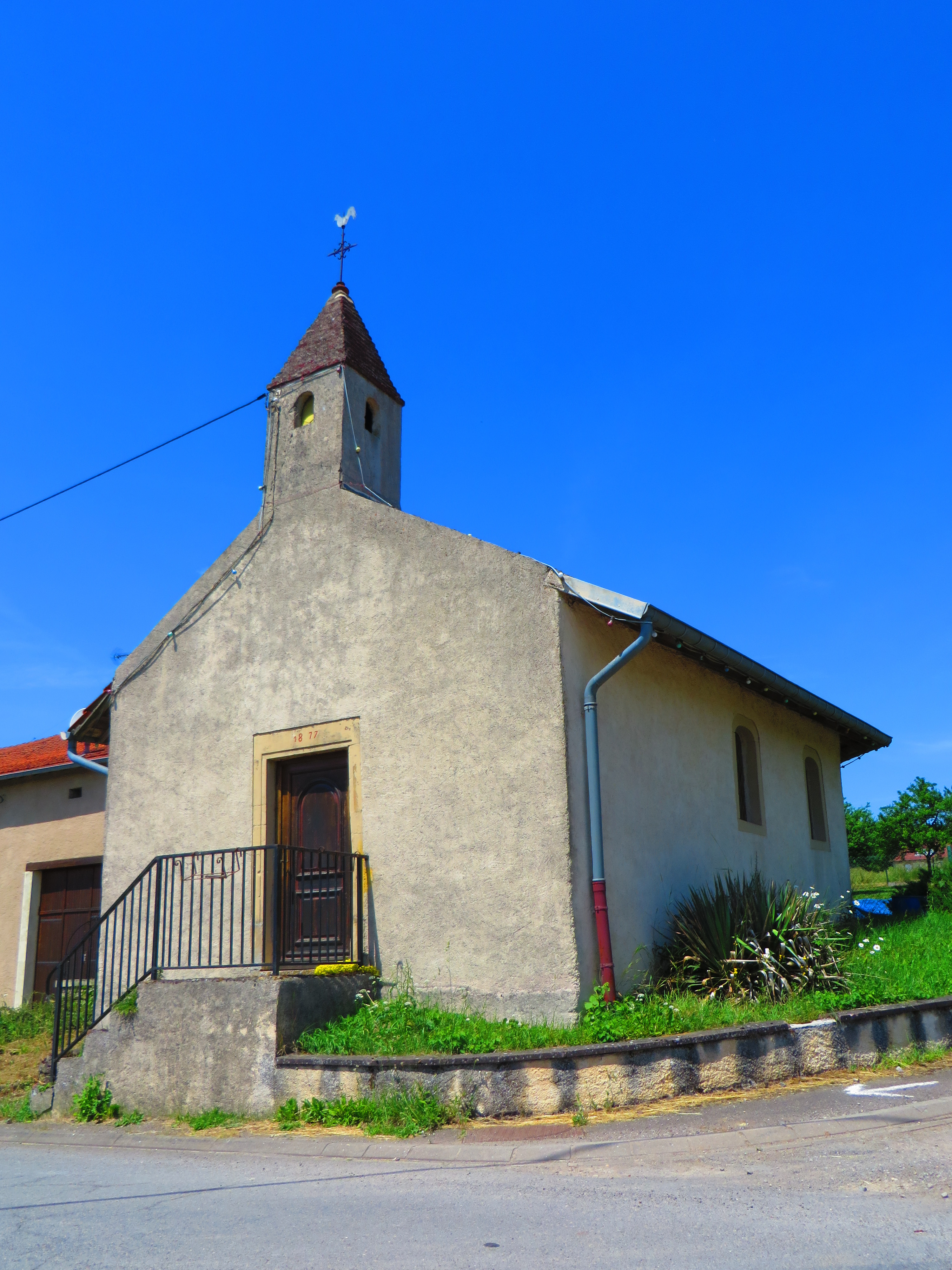
Chapelle Saint-Jean-Baptiste à Hargarten.

- Église paroissiale Sainte-Barbe 1856.
- Chapelle de la Trinité de Calembourg XIXe siècle : autel XVIIIe siècle
- Chapelle Saint-Jean-Baptiste à Hargarten, construite au XVIIIe siècle ; restaurée en 1877, porte la date